# Torneo de las Cuatro Naciones 1888
El Torneo de las Cuatro Naciones de 1888 (Home Nations Championship 1888) fue la sexta edición del principal Torneo del hemisferio norte de rugby.
La selección de Inglaterra no participó del torneo.
El campeón del torneo fue declarado desierto.

## Clasificación
| Lugar | Selección | Partidos | Partidos | Partidos  | Partidos | Puntos  | Puntos    | Puntos | Tabla de puntos |
| Lugar | Selección | Jugados  | Ganados  | Empatados | Perdidos | A favor | En contra | dif.   | Tabla de puntos |
| ----- | --------- | -------- | -------- | --------- | -------- | ------- | --------- | ------ | --------------- |
| 1     | Irlanda   | 2        | 1        | 0         | 1        | 7       | 3         | +4     | 4               |
| 1     | Escocia   | 2        | 1        | 0         | 1        | 3       | 1         | +2     | 2               |
| 1     | Gales     | 2        | 1        | 0         | 1        | 1       | 7         | -6     | 0               |

## Resultados
| 4 de febrero | Gales | 1 - 0 | Escocia | Newport, |  |

| 3 de marzo | Irlanda | 7 - 0 | Gales | Belfast, |  |

| 10 de marzo | Escocia | 3 - 0 | Irlanda | Edimburgo, |  |